# Job 27
Job 27 es el vigesimoséptimo capítulo del Libro de Job en la Biblia hebrea o el Antiguo Testamento del Cristianismo . El libro es anónimo; la mayoría de los estudiosos creen que fue escrito alrededor del siglo VI a. C. Este capítulo recoge el discurso de Job, que pertenece a la sección Diálogo del libro, y comprende Job 3:1–Job 31:40.

## Comentarios previos a 26:1-31:40
En el texto tal como lo conservamos, esta sección se presenta como el discurso final de Job dentro de la controversia con sus amigos. Sin embargo, solo en los capítulos 26 y 27 aparecen fórmulas que muestran que Job se dirige a ellos (cf. 26,2-4; 27,12). El capítulo 28 funciona más bien como un himno a la sabiduría, sin conexión directa con lo anterior, mientras que los capítulos 29-31 constituyen una lamentación en forma de soliloquio. Por ello, únicamente los capítulos 26 y 27 pueden considerarse respuesta de Job en el marco de los diálogos. El resto, aunque se coloque a continuación y se atribuya a Job, no pertenecería a esa respuesta, sino que habría sido insertado por el autor como cierre literario de la sección. Deben, por tanto, leerse como unidades independientes.

## Texto
El texto original está escrito en lengua hebrea. Este capítulo se divide en 23 versículos.

### Testimonios textuales
Algunos manuscritos antiguos que contienen el texto de este capítulo en hebreo pertenecen al Texto masorético, que incluye el Códice de Alepo (siglo X) y el Codex Leningradensis (1008). Se encontraron fragmentos que contienen partes de este capítulo en hebreo entre los Rollos del Mar Muerto, incluyendo 4Q100 (4QJobb; 50–1 a. C.) con los versículos 15–17 conservados.

## Análisis
La estructura del libro es la siguiente:
- El prólogo (capítulos 1-2)
- El diálogo (capítulos 3-31)
- Los veredictos (32:1-42:6)
- El epílogo (42:7-17)

Dentro de la estructura, el capítulo 27 se agrupa en la sección Diálogo con el siguiente esquema:
- La maldición y el lamento de Job (3:1-26)
- Primera ronda (4:1-14:22)
- Segunda ronda (15:1-21:34)
- Tercera ronda (22:1-27:23)
  - Elifaz (22:1-30)
  - Job (23:1-24:25)
  - Bildad (25:1–6)
  - Job (26:1–27:23)
    - Una fuerte reprimenda a los amigos (26:1–4)
    - Alabanza al poder majestuoso de Dios (26:5–14)
    - Insistencia en su integridad (27:1-6)
    - Oferta de instruir a los malvados (27:7-12)
    - El destino de los malvados (27:13-23)

  - Interludio: poema sobre la sabiduría (28:1-28)
- Resumen de Job (29:1-31:40)

La sección del diálogo está compuesta en formato poético, con una sintaxis y una gramática distintivas. Comparando los tres ciclos de debate, el tercero (y último) puede considerarse «incompleto», ya que no hay ningún discurso de Zofar y el de Bildad es muy breve (solo seis versículos), lo que puede indicar un síntoma de desintegración de los argumentos de los amigos. El discurso final de Job en el tercer ciclo del debate comprende principalmente los capítulos 26 y 27, pero ante el silencio de sus amigos, Job continúa su discurso hasta el capítulo 31. El capítulo 27 se puede dividir en tres partes:
1. Job reafirma su insistencia en su integridad (versículos 1-6)
2. Job acusa a sus amigos de estar entre los malvados por ir en su contra (versículos 7-12)
3. Job procede a declarar el destino futuro de los malvados (versículos 13-23)[17]

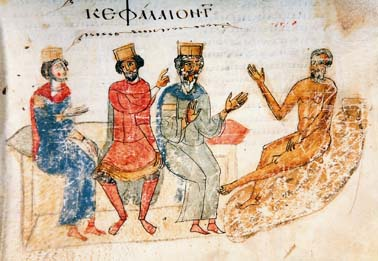
«Job y sus tres amigos». De: Libro de Job en manuscritos iluminados. Lista de manuscritos bizantinos con ilustraciones cíclicas (900 d. C.). Monasterio de San Juan el Teólogo, Patmos.

## Job insiste nuevamente en su integridad (27:1–6)
Después de una posible breve pausa (véase el versículo 1), Job reanuda su discurso con una queja de que la negativa de Dios a hacerle justicia le ha afectado mucho emocionalmente, por lo que Dios ha amargado su vida (versículo 2). A pesar de todo esto, mientras viva, Job persistirá en su lucha y no hablará con engaño (versículos 3-4). Job utiliza la «fórmula del juramento» por primera vez en los versículos 2-4 para declarar su inocencia (en el capítulo 31 aparece una forma legal más larga). Job afirma tener la conciencia tranquila, sin reproches por parte de su propio «corazón» («el núcleo de su ser»), por lo que sigue buscando a Dios para que reivindique su integridad y rectitud (versículos 5-6).

### Versículo 1
[Job dijo:] «Y Job volvió a tomar la palabra y dijo:»
- «Volvió a tomar»: esta introducción inusual sugiere que Job ha dejado de hablar después del capítulo 26 para dar a Zofar la oportunidad de hablar, pero cuando Zofar permanece en silencio, Job continúa con su discurso.[16]
- «Discurso»: traducido de la palabra hebrea מָשָׁל, «mashal», que significa característicamente «proverbio; refrán», y normalmente se refiere a «una frase breve», pero puede utilizarse para un «discurso».[20]

## Job habla sobre el destino de los malvados (27:7–23)
Esta sección contiene el punto de vista de Job sobre los malvados, que comienza con una fuerte declaración dirigida a aquellos que se oponen a él (versículo 7) y continúa con una enseñanza sobre el destino de los malvados. Job formula una serie de preguntas retóricas sobre la relación entre los malvados y Dios (versículos 8-10) para desafiar a sus amigos a que vean la realidad y dejen de ser tan «vanos» o «frívolos» (versículo 12; cf. Eclesiastés 1:2ss). En el discurso siguiente, Job expone su postura sobre el destino de los malvados, corrigiendo el error de las afirmaciones de sus amigos sobre el mismo tema, que en realidad los sitúa en el mismo grupo que los malvados. Según Job, los malvados serán finalmente expulsados por Dios, aunque durante un tiempo parezcan prosperar, y serán barridos sin piedad (versículos 20-23).

### Versículo 8
[Job dijo:] «¿Cuál es la esperanza del hipócrita,
aunque gane mucho,
si Dios le quita la vida?»
- «Aunque gane mucho»: traducido del hebreo יִבְצָע, «yivtsaʿ», cuyo verbo raíz (בָּצַע, «batsa) significa «cortar, romper, ganar por la violencia».[25][26] Esta palabra podría traducirse de forma transitiva o intransitiva; esta última puede leerse como «cuando es cortado», o, dado que la siguiente línea habla de la oración, se sugiere traducirla como «cuando ora». (leyendo יִפְגַּע [yifgaʿ] en lugar de יִבְצָע [yivtsaʿ]).[26]
- «Quita»: traducido del verbo en hebreo יֵשֶׁל, «yeshel», que solo aparece aquí.[27] Puede estar relacionado con «botín [o gavillas]», o שָׁאַל, «shaʾal», «pedir», o נָשָׂא, “'nasaʾ”', «levantar» [es decir, orar]); y muchos otros.[27]

El versículo se ha relacionado con las palabras de Jesús «¿De qué le sirve al hombre ganar el mundo entero si pierde su alma? ¿O qué dará el hombre a cambio de su alma?». (Marcos 8:36, 37) y a una parábola de Jesús «Pero Dios le dijo: «¡Necio! Esta noche te reclamarán tu alma; entonces, ¿de quién serán las cosas que has acumulado?»» (Lucas 12:20).

## Comentarios

### De la Iglesia católica

#### A todo el capítulo
El capítulo desarrolla la continuación de la respuesta de Job iniciada previamente. Presenta una estructura dividida en dos partes: en los versículos 1-6, Job pronuncia imprecaciones cargadas de emotividad con las que afirma su inocencia ante los hombres y ante Dios; en los versículos 7-23 retoma el tema de la suerte adversa del malvado. Aunque algunos estudiosos han propuesto que esta última sección —o al menos los versículos 13-23— pertenecería al discurso de Sofar, la coherencia interna del texto permite entenderlo como parte del mismo discurso de Job. La confesión jurada de inocencia y la afirmación de la doctrina de la retribución se combinan para mostrar que la queja de Job no nace del rechazo de dicha doctrina, sino de la convicción de que no es aplicable a su situación. Así se plantea el verdadero problema: el sufrimiento no implica necesariamente un castigo.

#### Al versículo 2
La afirmación de inocencia de Job se fundamenta en la certeza de su conciencia, expresada mediante una fórmula de juramento con matices paradójicos: invoca a Dios como testigo, aunque le niega el derecho de defensa, y recurre al Omnipotente pese a considerarlo la causa de su sufrimiento. Con ello da por terminado el diálogo con sus amigos, de quienes no ha obtenido consuelo ni respuestas satisfactorias. El relato orienta así la atención hacia el único interlocutor válido: Dios, cuyas intervenciones cerrarán la sección poética del libro en los capítulos 38 al 41.

#### Al versículo 7
No es claro quiénes son designados aquí como enemigos. Que se refiera a los malvados en general y en abstracto, es difícil de explicar en boca de Job. Pero si en coherencia con todo el discurso son los interlocutores, sus amigos, Job está pidiéndoles que se apliquen a sí mismos la doctrina que tan insistentemente han repetido. Ellos, que presumen de conocer tan perfectamente el poder de Dios (v. 12), que se atengan a las consecuencias y se sometan al castigo divino que ellos mismos han descrito: descendencia exterminada (v. 14), fortuna perdida (v. 19) y aniquilamiento personal (v. 21).